# Оболонь (остановочный пункт)
Оболо́нь — ликвидированный пассажирский остановочный пункт Киевского железнодорожного узла Юго-Западной железной дороги. Входил в состав Северного полукольца между станцией Почайная и остановочным пунктом Троещина-2 — обходной линии, соединяющей станции Святошино и Дарница через станцию Почайная. Получил название от одноимённой местности. Территориально располагался между улицей Электриков и заливом Волковатым.
Возник, вероятно, в 1970-х годах, когда началась застройка промышленной зоны между Подолом и Оболонью, строительство жилого массива Оболонь и прокладывание новой автомагистрали в сторону будущего Северного моста. Это была последняя остановка на правобережной части обходной ветки перед Рыбальским железнодорожным мостом.
С 26 мая 2010 года закрыт для проведения ремонтно-восстановительных работ.
По состоянию на 2013 год обе платформы демонтированы, восстановление остановочного пункта не планируется.